# Peo Larsson (vd)
Peo Per Olof Larsson, född 10 augusti 1948, har varit verkställande VD för Pingst förvaltning AB. Han har också tidigare varit VD för tidningen Dagen och har en lång karriär i byggbranschen som företagsledare.  Privat är han aktiv i pingstförsamlingen i Borgolm och Jönköping 